# UFC 230
UFC 230: Cormier vs. Lewis foi um evento de artes marciais mistas realizado pelo Ultimate Fighting Championship no dia 3 de Novembro de 2018, no Madison Square Garden em Nova Iorque, Nova Iorque.

## Resultados
Nota 1 Pelo Cinturão Peso Pesado do UFC. 

## Bônus da Noite
Os lutadores receberam $50.000 de bônus:
- Luta da Noite:  Chris Weidman vs.  Ronaldo Souza
- Performance da Noite:  Jared Cannonier e  Israel Adesanya